# Stephen Adams (labdarúgó)
Stephen Adams (Kumasi, 1989. szeptember 28. –) ghánai válogatott labdarúgó, aki jelenleg a Accra Hearts játékosa.

## Pályafutása
Tagja volt a 2014-es labdarúgó-világbajnokságon részt vevő válogatottnak.

## Sikerei, díjai
- Aduana Stars
  - Ghánai bajnok: 2010